# Ftartolatrzy
Ftartolatrzy – grupa zwolenników Sewera z Antiochii uważających, że ciało Jezusa Chrystusa podlegało rozkładowi, ale ustrzegła je od tego moc Słowa. Ftartolatrzy działający w VI wieku przeciwstawiali się twierdzeniom aftardoketów, że ciało Chrystusa nie podlegało ani cierpieniom ani rozkładowi.
Na tle różnic poglądowych doszło pomiędzy ftartolatrami a aftardoketami do krwawych zamieszek.